# Philippe Cassard
Pour les articles homonymes, voir Cassard.
Ne doit pas être confondu avec son homologue musicien Yvan Cassar.
Philippe Cassard, né à Besançon le 12 septembre 1962, est un pianiste classique français. Il est aussi essayiste, producteur radiophonique sur France Musique et chroniqueur musical.  

## Biographie
Formé au Conservatoire de Paris, Philippe Cassard y obtient en 1982 deux premiers prix, en piano (classe de Dominique Merlet) et en musique de chambre (classe de Geneviève Joy-Dutilleux). Il passe ensuite deux années à Vienne (1983-85), à la Hochschule für Musik (classes de Hans Graf (de) et Erik Werba). Après s'être perfectionné auprès de Nikita Magaloff, il est lauréat du concours Clara-Haskil en 1985, puis il remporte en 1988 le Premier Prix au concours international de Dublin.
Il fait ses débuts de concertiste à Paris en 1985 avec la cantatrice Christa Ludwig.
Sa carrière internationale le mène en Europe, en Australie, au Canada, au Japon, en Chine, en Amérique du Sud, en Russie. Il joue avec les principaux orchestres britanniques (City of Birmingham Symphony Orchestra, London Philharmonic, Royal Philharmonic, English Chamber Orchestra, Hallé et BBC Manchester, Ulster Orchestra) et sous la direction de Neville Marriner, Roger Norrington, Alexander Gibson, Vladimir Fedosseïev, Yan-Pascal Tortelier, Armin Jordan, Thierry Fischer, Charles Dutoit, Leonard Slatkin, Emmanuel Krivine, Rico Saccani, Alexander Anissimov, entre autres.
Il est invité aux festivals de La Côte Saint-André, Lille Piano Festival, Risor, Ludwigsburg, La Roque d'Anthéron, Irish Great Houses, Kuhmo, Lincoln, West Cork, Besançon, La Chaise-Dieu, La Folle Journée (Nantes et Tokyo).
Il pratique la musique de chambre avec Natalie Dessay, Karine Deshayes, Angelika Kirchschlager, Stéphanie d'Oustrac, Wolfgang Holzmair, Donna Brown, Isabelle Faust, David Grimal, Anne Gastinel, Diemut Poppen, Matt Haimovitz, le Quintette à vent Moraguès, les Quatuors Ysaÿe, Takács, Ébène, Modigliani, Voce, Hermès, Danish String Quartet, Chilingirian, Vanbrugh etc., les comédiens Philippe Torreton, Françoise Fabian, Judith Magre, Micheline Dax, Roland Bertin, les Solistes de Lyon/Bernard Tétu…
Il a enregistré une intégrale de Debussy en 1994, qu'il a jouée en une journée et quatre concerts à Besançon, Paris, Marseille, Angoulème, Londres, Dublin, Sydney, Tokyo, Lisbonne, Vancouver et Singapour.  
Il a enregistré plusieurs disques consacrés à Schubert, dont une rarissime version de la sonate catalogue D 959, unanimement saluée par la critique internationale[réf. souhaitée]. 
En 2012, plusieurs projets liés à Debussy voient le jour : intégrale pour piano solo jouée en une journée (Philharmonie de Liège, Lille Piano(s) Festival, Toulouse d'Été, Paris Salle Gaveau) : une collaboration avec la soprano Natalie Dessay dans un programme qui comprend des mélodies de jeunesse dont 4 inédites, ainsi que la cantate La Damoiselle élue. Des récitals accompagnent la sortie de ce CD, Wigmore Hall de Londres, Salle Pleyel à Paris, Victoria Hall de Genève, Halle aux Grains de Toulouse, Corum de Montpellier ; enfin un CD d'œuvres à 4 mains et 2 pianos (Prélude à l'après-midi d'un faune, Petite suite, En blanc et noir, Lindaraja, Première Suite pour orchestre, inédite au disque) avec le pianiste François Chaplin.
Natalie Dessay et Philippe Cassard commencent à se produire en 2012, et ont donné depuis une centaine de concerts dans des salles et des festivals prestigieux : Jordan Hall (Boston), Carnegie Hall (New York), Suntory Hall et City Opera (Tokyo), Philharmonie et Théâtre des Champs-Élysées (Paris), Flâneries de Reims, Wigmore Hall (Londres), Séoul, Montréal, Philharmonie (Saint-Petersbourg), Salle Tchaikovsky (Moscou), Québec, San Francisco. Ils enregistrent trois CD : Debussy (Erato), Mélodies Françaises (Erato), Schubert (Sony). 
Pour La Dolce Volta, Philippe Cassard revient à Schubert, avec la sonate D959 et des œuvres pour piano à 4 mains (Fantaisie D940, Lebensstürme D947, Rondo D951) en compagnie du pianiste suisse Cédric Pescia. Cet enregistrement reçoit de nombreuses récompenses : « FFFF » de Télérama, « Jocker » de Crescendo (Belgique), « Maestro » de Pianiste, « Choc de l'année » de Classica, et suscite des engagements à New York, Londres, Lyon, Lille, Paris, etc.
En 2018, il présente à nouveau l'intégrale Debussy à Newcastle, Dijon et La Chaise-Dieu. Parallèlement, le trio qu'il forme avec David Grimal et Anne Gastinel triomphe en France et à l'étranger avec l'intégrale des Trios de Beethoven. L'année 2020 voit la sortie de trois CD pour La Dolce Volta : les Sonates D.845 et D.850 de Schubert (Choc de Classica), les Trios "Les Esprits" et "A l'Archiduc" de Beethoven (Choc de Classica, FFFF de Télérama, Diapason d'or, Trophée de Radio Classique), et la 9ème Symphonie de Beethoven transcrite par Liszt pour 2 pianos avec Cédric Pescia. Il participe à un spectacle du cinéaste israélien Amos Gitaï, "Exils intérieurs", au Théâtre des Abbesses puis au Teatro della Pergola à Florence.
Philippe Cassard a été directeur artistique des Estivales de Gerberoy (1997-2003) et des Nuits romantiques du lac du Bourget (1999-2008). Il y invite des artistes tels Martha Argerich, Radu Lupu, Aldo Ciccolini, Jordi Savall, le Quatuor Alban Berg, Felicity Lott, Augustin Dumay, Leif Ove Andsnes, Nelson Freire, Paul Meyer, André Dussollier, le BBC Philharmonic Orchestra dirigé par Yan-Pascal Tortelier, l'Orchestre National de France…
Il a été programmateur du festival de l'abbaye de Fontdouce (Charente-Maritime), engageant Natalie Dessay, Baptiste Trotignon, Dominique Merlet, Anne Queffélec, Michel Dalberto, Yevgeny Sudbin, Geoffroy Couteau, Roger Muraro, Nelson Goerner, Cédric Pescia, etc. En 2020, il est nommé directeur artistique du festival de Hardelot (Pas-de-Calais), rebaptisé Les Plages Musicales de Hardelot.
Il donne des masterclasses depuis 2008 au Royal Northern College of Music de Manchester (Visiting Tutor), ainsi qu'à l'Académie Tibor Varga à Sion (Suisse) durant l'été. Il a été membre du jury aux concours internationaux de Genève, Épinal, Dublin, Melbourne.
Philippe Cassard est l'auteur de deux essais publiés chez Actes Sud : Schubert (2008), Debussy (2018) et d'un livre d'entretiens avec Jean Narboni et Marc Chevrie Deux temps trois mouvements (Capricci, 2012) consacré à la musique et au cinéma. Depuis septembre 2020, il écrit chaque semaine une chronique dans L'OBS consacrée aux sorties CD de musique classique. En septembre 2022, Le Mercure de France (Gallimard) dans la collection « Traits et portraits », publie ses souvenirs sous le titre Par petites touches. 
Producteur régulier à France Musique depuis 2005, il présente 430 émissions de Notes du traducteur couronnées par le prix SCAM «de la meilleure œuvre sonore» en 2007, toutes radios confondues. Un coffret de 6 CD réunissant quelques-unes des émissions qu'il a consacrées à Schubert (France Musique/Harmonia Mundi) et obtient le grand prix de l'académie Charles-Cros en 2011. En 2015, un autre coffret de 6 CD paraît, cette fois consacré à Debussy. Depuis septembre 2015, il présente Portraits de famille consacrés aux interprètes (200e en octobre 2020).

## Distinction
- Chevalier de la Légion d'honneur (1999)
- Chevalier de l'ordre des Arts et des Lettres (2018)

## Discographie sélective
- Mozart: Concerto K.482, Air de concert Ch'io mi scordi di te, Fantaisie K.475, Sonate pour piano à 4 mains K.497, avec Natalie Dessay, Cédric Pescia, l'Orchestre National de Bretagne (La Dolce Volta, 2022)
- Schubert: Sonates D.845 et D.850 (La Dolce Volta, 2020)
- Beethoven: 9ème Symphonie transcrite pour 2 pianos par Liszt, avec Cédric Pescia (La Dolce Volta, 2020)
- Beethoven: Trios "Les Esprits" et "A l'Archiduc", avec David Grimal et Anne Gastinel (La Dolce Volta, 2020)
- Debussy: La Chanson des Brises, pièce inédite pour soprano, chœur de femmes et piano à 4 mains, avec Jonathan Fournel (Warner-Erato, 2018)
- Mendelssohn: Lieder ohne Worte (Sony, 2017)
- Fauré: Ballade op.19, Fantaisie op.111, Nocturnes, pièces d'orchestre (La Dolce Volta, 2017)
- Schubert: Lieder, avec Natalie Dessay (Sony)
- Schubert: Sonate D959 + Fantaisie D940, Lebensstürme D947, Rondo D951 avec Cédric Pescia (La Dolce Volta, 2014)
- "Fiançailles pour rire", mélodies de Poulenc, Fauré, Chausson, Duparc, avec Natalie Dessay (Warner-Erato 2016)
- Debussy: Mélodies, avec Natalie Dessay, soprano (Virgin's Classics, 2012)
- Debussy: Œuvres pour piano à 4 mains et 2 pianos, avec François Chaplin (Decca, 2012)
- Johannes Brahms: Klavierstücke op. 116-119 (Accord-Universal, 2010)
- Franz Schubert: 4 Impromptus D899, 4 Impromptus D935, 2 Lieder transcrits par Liszt (Accord-Universal, 2008)
- Robert Schumann: Fantasiestücke op. 12, Scènes d'Enfants op. 15, Grande Humoresque op. 20 (Ambroisie, 2004)
- Jean Françaix: Concertino, avec l'Ulster Orchestra, direction Thierry Fischer (Hyperion, 2004)
- Franz Schubert: Sonate D960 en si bémol Majeur, Sonate D664 en la Majeur (Ambroisie, 2002)
- Victor Hugo, poèmes en musique, avec Marie Devellereau, soprano. Mélodies de Bizet, Fauré, Saint-Saens, Lalo, Hahn, Liszt, Britten, Donizetti (Ambroisie, 2002)
- Bande originale du film Sur le bout des doigts d'Yves Angelo. œuvres de Scarlatti, Bach, Schubert, Chopin, Schumann, Debussy Smetana. Avec la participation de David Grimal (violon) et Henri Demarquette (violoncelle)
- Debussy: Intégrale de l'oeuvre pour piano (1989-1994), rééditée en 2012 (Decca)
- Portes Ouvertes: musiques du XXe siècle avec Matt Haimovitz, violoncelle : Debussy, Sonate - Britten, Sonate op. 65 - Webern, 3 petites pièces op. 11 (Deutsche Grammophon, 1999)
- Bande originale du film Le Colonel Chabert, d'Yves Angelo, avec Gérard Depardieu, Fanny Ardant, André Dussolier, Fabrice Luchini (Travelling-Auvidis, 1994)

## Publications
- Franz Schubert, Actes Sud, 2008 (OCLC 465985718).
- Deux temps trois mouvements. Un pianiste au cinéma, entretien avec Marc Chevrie et Jean Narboni, Capricci, 2012 (OCLC 1268592695).
- Claude Debussy, Actes Sud, 2018 (OCLC 1041460720).
- Par petites touches, Mercure de France, 2022  (ISBN 978-2-7152-5828-0).